# Rybitwa maoryska
Rybitwa maoryska (Sterna striata) – gatunek średniej wielkości ptaka z rodziny mewowatych (Laridae), podrodziny rybitw (Sterninae). Gniazduje niemal wyłącznie u wybrzeży Nowej Zelandii (poza tym na Wyspach Furnaux w Cieśninie Basssa), zimuje u wybrzeży południowo-wschodniej Australii, w tym Tasmanii. Bliski zagrożenia wyginięciem.

## Taksonomia
Po raz pierwszy gatunek formalnie opisał Johann Friedrich Gmelin w 1789. Holotyp pochodził z nieokreślonego miejsca Nowej Zelandii. Autor nadał nowemu gatunkowi nazwę Sterna striata. Przed Gmelinem rybitwę maoryską opisał John Latham, jednak nadał jej tylko zwyczajową nazwę Striated Tern. Podobnie jak epitet gatunkowy striata, nazwa ta odnosiła się do paskowanego upierzenia młodych osobników. Oprócz informacji o zasięgu i wyglądzie rybitw maoryskich Latham w A general synopsis of birds (1785) zamieścił tablicę barwną autorstwa Josepha Banksa opatrzoną numerem XCVIII.
Obecnie (2022) Międzynarodowy Komitet Ornitologiczny podtrzymuje nazwę nadaną przez Gmelina i uznaje rybitwę maoryską za gatunek monotypowy, podobnie jak niektóre inne autorytety. Zasadność wyróżniania podgatunków jest kwestią sporną. Podobnie jak IOC, autorzy Howard and Moore Complete Checklist... (2014) nie wyróżniają podgatunków S. striata, podążając za sugestią autorów HANZAB. Zarówno na Clements Checklist of Birds of the World (sierpień 2021), jak i liście ptaków świata opracowywanej we współpracy BirdLife International z autorami HBW (6. wersja online: grudzień 2021) są wymienione 3 podgatunki rybitwy maoryskiej:
- S. s. incerta Mathews, 1912
- S. s. striata Gmelin, 1789
- S. s. aucklandorna Mathews, 1929

Rybitwa maoryska jest gatunkiem siostrzanym wobec rybitwy różowej (S. dougallii). Poniżej przedstawiono kladogram, który jest uproszczonym fragmentem drzewa filogenetycznego uzyskanego przez Bridge’a i innych (2005):
|  | \| \| S. dougallii \| \| \| \| \| \| S. striata \| \| \| \| |
|  |                                                             |
|  | S. sumatrana                                                |
|  |                                                             |
|  | S. dougallii                                                |
|  |                                                             |
|  | S. striata                                                  |
|  |                                                             |

|  | S. dougallii |
|  |              |
|  | S. striata   |
|  |              |

|  | \| \| S. vittata \| \| \| \| \| \| S. hirundinacea \| \| \| \| |
|  |                                                                |
|  | S. paradisaea                                                  |
|  |                                                                |
|  | S. vittata                                                     |
|  |                                                                |
|  | S. hirundinacea                                                |
|  |                                                                |

|  | S. vittata      |
|  |                 |
|  | S. hirundinacea |
|  |                 |

|  | \| \| S. dougallii \| \| \| \| \| \| S. striata \| \| \| \| |
|  |                                                             |
|  | S. sumatrana                                                |
|  |                                                             |
|  | S. dougallii                                                |
|  |                                                             |
|  | S. striata                                                  |
|  |                                                             |

|  | S. dougallii |
|  |              |
|  | S. striata   |
|  |              |

|  | \| \| S. vittata \| \| \| \| \| \| S. hirundinacea \| \| \| \| |
|  |                                                                |
|  | S. paradisaea                                                  |
|  |                                                                |
|  | S. vittata                                                     |
|  |                                                                |
|  | S. hirundinacea                                                |
|  |                                                                |

|  | S. vittata      |
|  |                 |
|  | S. hirundinacea |
|  |                 |

|  | \| \| S. dougallii \| \| \| \| \| \| S. striata \| \| \| \| |
|  |                                                             |
|  | S. sumatrana                                                |
|  |                                                             |
|  | S. dougallii                                                |
|  |                                                             |
|  | S. striata                                                  |
|  |                                                             |

|  | S. dougallii |
|  |              |
|  | S. striata   |
|  |              |

|  | \| \| S. vittata \| \| \| \| \| \| S. hirundinacea \| \| \| \| |
|  |                                                                |
|  | S. paradisaea                                                  |
|  |                                                                |
|  | S. vittata                                                     |
|  |                                                                |
|  | S. hirundinacea                                                |
|  |                                                                |

|  | S. vittata      |
|  |                 |
|  | S. hirundinacea |
|  |                 |

|  | \| \| S. dougallii \| \| \| \| \| \| S. striata \| \| \| \| |
|  |                                                             |
|  | S. sumatrana                                                |
|  |                                                             |
|  | S. dougallii                                                |
|  |                                                             |
|  | S. striata                                                  |
|  |                                                             |

|  | S. dougallii |
|  |              |
|  | S. striata   |
|  |              |

|  | \| \| S. vittata \| \| \| \| \| \| S. hirundinacea \| \| \| \| |
|  |                                                                |
|  | S. paradisaea                                                  |
|  |                                                                |
|  | S. vittata                                                     |
|  |                                                                |
|  | S. hirundinacea                                                |
|  |                                                                |

|  | S. vittata      |
|  |                 |
|  | S. hirundinacea |
|  |                 |

|  | S. forsteri |
|  |             |
|  | S. trudeaui |
|  |             |

|  | \| \| S. dougallii \| \| \| \| \| \| S. striata \| \| \| \| |
|  |                                                             |
|  | S. sumatrana                                                |
|  |                                                             |
|  | S. dougallii                                                |
|  |                                                             |
|  | S. striata                                                  |
|  |                                                             |

|  | S. dougallii |
|  |              |
|  | S. striata   |
|  |              |

|  | \| \| S. vittata \| \| \| \| \| \| S. hirundinacea \| \| \| \| |
|  |                                                                |
|  | S. paradisaea                                                  |
|  |                                                                |
|  | S. vittata                                                     |
|  |                                                                |
|  | S. hirundinacea                                                |
|  |                                                                |

|  | S. vittata      |
|  |                 |
|  | S. hirundinacea |
|  |                 |

|  | \| \| S. dougallii \| \| \| \| \| \| S. striata \| \| \| \| |
|  |                                                             |
|  | S. sumatrana                                                |
|  |                                                             |
|  | S. dougallii                                                |
|  |                                                             |
|  | S. striata                                                  |
|  |                                                             |

|  | S. dougallii |
|  |              |
|  | S. striata   |
|  |              |

|  | \| \| S. vittata \| \| \| \| \| \| S. hirundinacea \| \| \| \| |
|  |                                                                |
|  | S. paradisaea                                                  |
|  |                                                                |
|  | S. vittata                                                     |
|  |                                                                |
|  | S. hirundinacea                                                |
|  |                                                                |

|  | S. vittata      |
|  |                 |
|  | S. hirundinacea |
|  |                 |

|  | \| \| S. dougallii \| \| \| \| \| \| S. striata \| \| \| \| |
|  |                                                             |
|  | S. sumatrana                                                |
|  |                                                             |
|  | S. dougallii                                                |
|  |                                                             |
|  | S. striata                                                  |
|  |                                                             |

|  | S. dougallii |
|  |              |
|  | S. striata   |
|  |              |

|  | \| \| S. vittata \| \| \| \| \| \| S. hirundinacea \| \| \| \| |
|  |                                                                |
|  | S. paradisaea                                                  |
|  |                                                                |
|  | S. vittata                                                     |
|  |                                                                |
|  | S. hirundinacea                                                |
|  |                                                                |

|  | S. vittata      |
|  |                 |
|  | S. hirundinacea |
|  |                 |

|  | \| \| S. dougallii \| \| \| \| \| \| S. striata \| \| \| \| |
|  |                                                             |
|  | S. sumatrana                                                |
|  |                                                             |
|  | S. dougallii                                                |
|  |                                                             |
|  | S. striata                                                  |
|  |                                                             |

|  | S. dougallii |
|  |              |
|  | S. striata   |
|  |              |

|  | \| \| S. vittata \| \| \| \| \| \| S. hirundinacea \| \| \| \| |
|  |                                                                |
|  | S. paradisaea                                                  |
|  |                                                                |
|  | S. vittata                                                     |
|  |                                                                |
|  | S. hirundinacea                                                |
|  |                                                                |

|  | S. vittata      |
|  |                 |
|  | S. hirundinacea |
|  |                 |

|  | S. forsteri |
|  |             |
|  | S. trudeaui |
|  |             |

## Morfologia
Długość ciała rybitwy maoryskiej wynosi 35–42 cm, rozpiętość skrzydeł – 79–82 cm, a masa ciała – około 130 g. Wśród rybitw z grupy określanej potocznie „commic terns” –  których nazwa stanowi połączenie słów Common i Arctic, a obejmuje rybitwę rzeczną (S. hirundo), popielatą (S. paradisaea) i kilka im podobnych – wyróżnia się największymi rozmiarami ciała oraz najmasywniejszą budową. Na tle rodziny rybitwy maoryskie są średniej wielkości. W ich sylwetce zwracają uwagę: długi smukły dziób, duża głowa ze stromym czołem i płaskim ciemieniem oraz długi, bardzo głęboko wcięty ogon z końcówkami zewnętrznych sterówek u siedzącego osobnika wystającymi daleko za ogon.
Upierzenie wierzchu ciała jest głównie jasnoszare, a spodu ciała – białe. Wyróżnia się sięgająca tylnej części szyi czarna czapeczka, którą od dzioba w okresie lęgowym oddziela jedynie wąski pasek, a w szacie spoczynkowej – całkowicie białe czoło. Ogon jest biały i wyraźnie rozwidlony, poza sezonem lęgowym krótszy i bardziej płytko wcięty. Chorągiewki zewnętrzne najbardziej zewnętrznych lotek I rzędu mają czarne lub brązowoczarne krawędzie. U rybitw maoryskich w szacie godowej na spodzie ciała może pojawiać się różowawy nalot. Tęczówki ciemne, dziób czarny, nogi od czarnych po czerwonobrązowe. W upierzeniu nie występuje dymorfizm płciowy, samice cechują jednak przeciętnie mniejsze rozmiary ciała. Osobniki młodociane większością upierzenia przypominają dorosłe, lecz na ciemieniu mają białe pasy, a na pokrywach skrzydłowych – brązowe plamy. Te w swojej pierwszej szacie wyróżniają się drobnym czarnym prążkowaniem na grzbiecie i pokrywach skrzydłowych.

## Zasięg występowania

### Obszar gniazdowania
Rybitwy maoryskie gniazdują wzdłuż wybrzeży Nowej Zelandii; przynajmniej jeszcze w połowie lat 90. XX wieku były najszerzej rozpowszechnionymi rybitwami tego kraju. Najbardziej wysunięte na północ tereny lęgowe znajdują się w regionie Northland (nie obejmują Wysp Trzech Króli), a najdalej na południe – na Wyspie Stewart, Wyspach Chatham i Wyspach Auckland. Nielicznie rybitwy maoryskie występują też na wyspach w Cieśninie Bassa. Przedstawiciele nie zawsze wyróżnianych podgatunków zamieszkują odpowiednio: S. s. incerta – Wyspę Flindersa i Cape Barren; S. s. striata – wybrzeża Nowej Zelandii i Wyspę Stewart; S. s. aucklandorna – Wyspy Chatham i Auckland, być może również Snares.
Rzadko rybitwy maoryskie (niegniazdujące) pojawiają się też na Norfolk (pierwsze stwierdzenie: 1978), Wyspach Snares (pierwsze stwierdzenie: 1986) oraz Wyspie Campbella i Macquarie.
W 1998 główne obszary gniazdowania (ponad 250 par) rybitw maoryskich znajdowały się w następujących miejscach:
- Wyspa Północna: Walker Island (region Northland), Black Rocks, Papakanui Spit (region Auckland), Miranda (region Waikato), Waiaua Estuary (okolice Opotiki, region Zatoka Obfitości, Portland Island, Waitangi Estuary (Hawke’s Bay)
- Wyspa Południowa: Boulder Bank (region Nelson), Oparara Estuary (okolice Karamea, region West Coast), okolice rzeki Waitaki, Tiwai Point (okolice Bluff) i Waiau Bar (okolice Tuatapere, region Southland).

Co najmniej do 1996 lęgi rybitw maoryskich w Australii odnotowano tylko na Wyspach Furneaux położonych w Cieśninie Bassa. Prawdopodobnie skolonizowały te tereny stosunkowo niedawno. W 1980 ukazał się artykuł Whinraya informujący o pierwszym potwierdzonym gniazdowaniu rybitw maoryskich na Tasmanii w 1979, kiedy odnaleziono kolonię lęgową na Battery Island. Wall (1980) próbował potem udowodnić, że ich jaja odnaleziono już w listopadzie 1885. Okazało się jednak, że data właściwie nie jest znana i podawało ją tylko jedno źródło, a jaja domniemanych rybitw maoryskich rozmiarami i wyglądem pasują jedynie do rybitw czarnogrzbietych (Onychoprion fuscatus). Wówczas wiarygodne były tylko informacje od Whinraya. Pierwsze dowody na gniazdowanie na Tasmanii (której częścią administracyjnie są Wyspy Furneaux) pozyskano jednak już w 1924. Na jaja natrafił R. H. Green podczas porządkowania zbiorów muzealnych, w których te pozostawały niezauważone aż do 1985. Przechowywano je w Queen Victoria Museum; zostały znalezione przez Franka Washbourne i trafiły do kolekcji P. B. Grubba.

### Zimowiska
Zasięg występowania rybitwy maoryskiej w Australii obejmuje jej południowo-wschodnie wybrzeże – od południowego Queenslandu przez większość Nowej Południowej Walii po Tasmanię (oprócz zachodniego wybrzeża). Znajdują się tam niemal wyłącznie zimowiska (wyjątki omówiono w poprzedniej sekcji); duża część rybitw maoryskich po lęgach zostaje jednak na wodach wokół Nowej Zelandii.
W Queenslandzie rybitwy maoryskie pojawiają się nieczęsto w południowo-wschodniej części stanu. Odnotowywane są głównie w okolicy wysp Bribie, Moreton i Stradbroke, czasami dalej na północ po Wielką Wyspę Piaszczystą.
W Nowej Południowej Walii występują wzdłuż większości wybrzeża, od Kingscliff na południe po region Green Coast (Northern Rivers), rozciągającymi się między Tweed Heads a Yamba. Rzadziej pojawiają się na północnym wybrzeżu.
W Wiktorii stwierdzenia pochodzą z rozproszonych miejsc u wybrzeża, szczególnie: od East Gippsland na zachód po wyspę Rotamah, od półwyspu Wilsons Promontory po przylądek Liptrap, od Phillip Island po półwysep Bellarine (w tym przez zatokę Port Phillip) oraz między Portland i Nelson. Jedyna (co najmniej do 1996) obserwacja w interiorze miała miejsce 20 września 1960 w Parku Narodowym Wyperfeld.
Na Tasmanii są szeroko rozpowszechnione, występują od Wysp Furneaux na południe wzdłuż wschodniego wybrzeża po Boat Harbour i Cockle Creek na południowym wybrzeżu (jest to najdalej wysunięty punkt Australii). W Devonport rybitwy maoryskie pojawiają się podczas większości zim. Rzadziej zapuszczają się dalej na zachód, aż po Smithton oraz Robbins Island i Albatross Island u północno-zachodniego wybrzeża wyspy.
W Australii Południowej do 1970 rybitwę maoryską stwierdzono 4 razy i były to zawsze pojedyncze osobniki. W latach 1971–1977 miało miejsce 6 stwierdzeń, a w latach 1977–1981 – 12 stwierdzeń. Kilka doniesień z czasów historycznych z północnej i zachodniej części Australii odnosi się do rybitw różowych lub popielatych (błędnie wskazano maoryskie). Do 1996 pojawiło się kilka obserwacji, lecz niektóre były albo niewystarczająco udokumentowane, albo wątpliwe w kwestii właściwego rozpoznania gatunku.

## Pożywienie

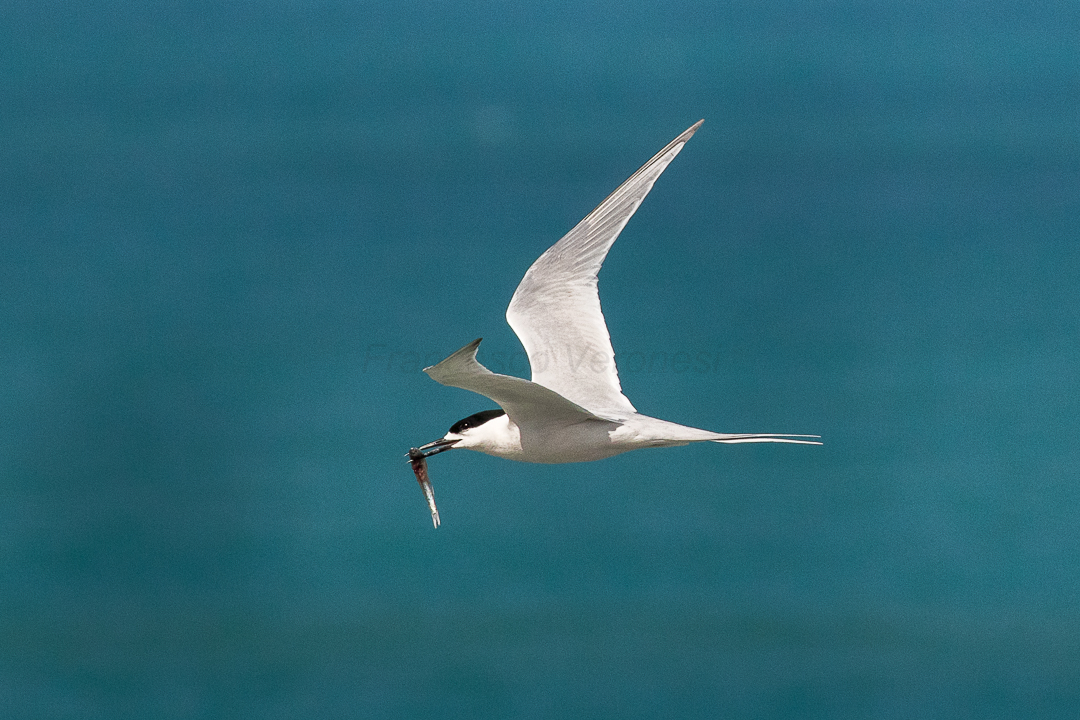
Rybitwa maoryska ze zdobyczą

Rybitwy maoryskie żywią się głównie rybami. Przeważnie żerują głównie za dnia; obserwowano jednak oddalające się od wybrzeża wieczorem i wracające nad ranem osobniki, być może udające się właśnie na poszukiwania pokarmu. Zazwyczaj po zdobycz nurkują z wysokości 6–10 m na głębokość około 0,5 m. Czasami lecą nad powierzchnią i zanurzają pod wodą tylko głowę. Chętnie podążają za ławicami drapieżnych ryb, które przepędzają te mniejsze od siebie bliżej powierzchni, między innymi aripisów (Arripis trutta) i ostrobokowatych (Carangidae). Często rybitwom maoryskim towarzyszą wówczas ptaki morskie innych gatunków, między innymi burzyki nowozelandzkie (Puffinus gavia), szare (Ardenna grisea) i bladodziobe (P. carneipes), głuptaki australijskie (Morus serrator), rybitwy złotodziobe (Sterna bergii) i mewy różnych gatunków. Do ptaków odbierających zdobycz rybitwom maoryskim należą wydrzyki ostrosterne (Stercorarius parasiticus) i długosterne (S. longicaudus).
Brakuje badań dotyczących składu pożywienia rybitw maoryskich. Zjadają zarówno dorosłe ryby, jak i narybek. Do dokładniej wskazanych ryb wśród ich zdobyczy należą: śledziowate (Clupeidae) – Spratelloides robustus; sardelowate (Engraulididae) – sardela australijska (Engraulis australis); łososiowate (Salmonidae) – narybek czawyczy (Oncorhynchus tshawytscha); rakietniczkowate (Retropinnidae) – Retropinna anisodon; mugilowate (Mugilidae) – aldrycheta (Aldrichetta forsteri); flądrowate (Pleuronectidae) – Rhombosolea retiaria. Prócz tego stwierdzano niezidentyfikowanych bliżej przedstawicieli kilku rodzin: galaksowatych (Galaxiidae), półdziobcowatych (Hemiramphidae) oraz niebędących rybami minogowatych (Petromyzontidae). Oprócz ryb rybitwy maoryskie zjadają również krewetki i odpadki z połowów.

## Ekologia i zachowanie

### Preferencje środowiskowe
Rybitwy maoryskie występują głównie na morzu blisko strefy brzegowej oraz na samych wybrzeżach. Często są to wybrzeża skaliste, nierzadko z wysepkami i kolumnami. Pojawiają się też na piaszczystych plażach na bardziej osłoniętych odcinkach wybrzeża – na przykład w zatokach, portach, estuariach i lagunach, szczególnie jeśli znajdują się tam kosy i płaskie połacie terenu pokryte piaskiem lub żwirem. W Australii rzadziej pojawiają się w takich miejscach. Na Nowej Zelandii rybitwy maoryskie rzadziej zapuszczają się dalej niż 5–10 km w głąb lądu. Wood (1991) obserwował wybrane ptaki morskie w okolicach Wollongong (w sąsiedztwie Sydney), gdzie rybitwy maoryskie były najrzadszymi z regularnie pojawiających się tam ptaków morskich. Stosunek obserwacji wewnątrz kontynentu, na wybrzeżu i na morzu wynosił około 8:24:12. Powlesland i Robertson (1987) zliczali ptaki morskie w okolicy ujścia rzek Otaki i Ohau. Średnia liczba osobników na km² w różnych miejscach estuariów była niemal 7 razy większa niż na wybranych plażach (151,1 vs 21,6).

### Tryb życia i zachowanie

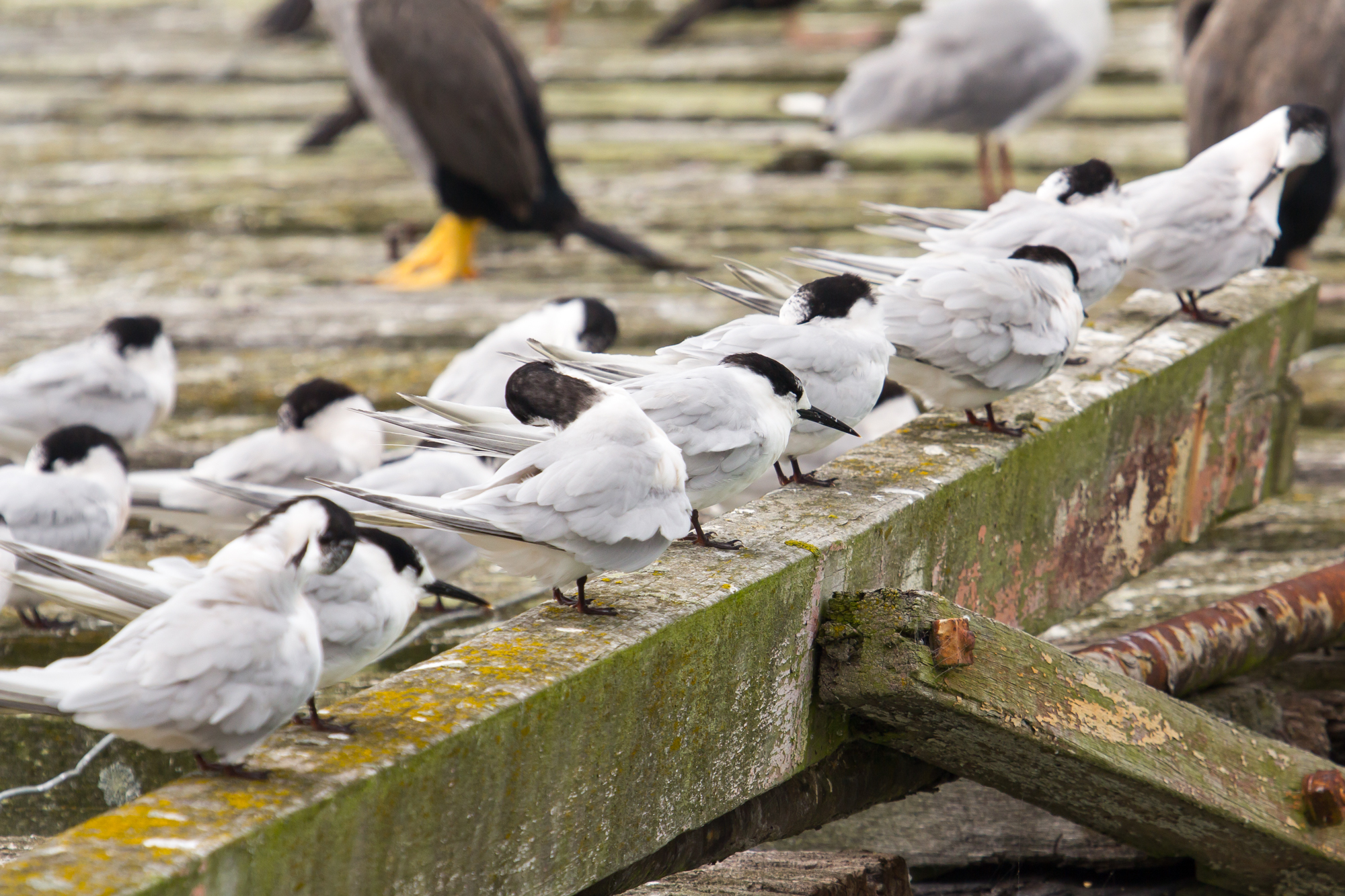
Rybitwy maoryskie w kolonii pingwinów małych (Eudyptula minor) w Oamaru

Rybitwy maoryskie podejmują dyspersję polęgową, po odbyciu lęgów rozpraszają się na wodach wokół Nowej Zelandii. Chociaż zarówno na Wyspie Północnej, jak i na Południowej są licznie spotykane zimą (w tamtym regionie od czerwca do sierpnia), to część populacji odbywa regularne wędrówki i przemierza Morze Tasmana docierając do wybrzeży Australii. Ich trasa nie jest znana, ale brak regularnych pojawów rybitw maoryskich na wyspie Lord Howe wskazuje na to, że te wędrują na południe od niej. Statystyki w bazie danych Birdata (prowadzonej przez BirdLife Australia) wskazują, że liczba stwierdzeń w Australii wzrasta w maju, następnie gwałtownie wzrasta w czerwcu i utrzymuje się na podobnym poziomie do sierpnia. Jeszcze co najmniej w połowie lat 90. XX wieku przemieszczanie się osobników gniazdujących na Tasmanii pozostawało niezbadane. Rybitwy maoryskie podejmują także wędrówki na skalę lokalną, przelatując między estuariami, pojawiają się też na morzu do około 25 km od wybrzeża. Niektóre stwierdzenia z głębi lądu były związane z niekorzystną pogodą. Liczebność w danym miejscu może być wysoce zmienna w poszczególnych latach; przykładowo w Manukau Harbour bywały lata bez obserwacji rybitw maoryskich w zimie, w innych zaś zimą pojawiały się liczniej niż latem, a w niektórych bywały liczniejsze latem niż zimą.

## Lęgi
Zarówno ekologia i zachowanie, jak i biologia rozrodu rybitw maoryskich są niewystarczająco poznane. W latach 1971–1976 na półwyspie Kaikoura badano niektóre aspekty ich rozrodu. Wyniki ukazały się w 1980 i co najmniej do 2017 stanowiły prawdopodobnie jedyne szczegółowe badania nad rozrodem tych rybitw. W 2017 opublikowano też rezultaty badań nad rybitwami gniazdującymi w dość nietypowym miejscu w Tauranga Harbour (w Tauranga, jednym z największych miast Nowej Zelandii) w latach 2010–2017.

### Okres lęgowy i kolonie
Okres składania jaj trwa od października do grudnia, chociaż rybitwy maoryskie mogą przystępować do lęgów zastępczych jeszcze w styczniu. Wiek gniazdujących ptaków ma wpływ na porę składania jaj; młodsze osobniki zazwyczaj przystępują do tego etapu lęgów później. Na półwyspie Kaikoura zniesienia stwierdzano od 30 października do 24 listopada, jednak większość przypada na okres od 4 do 13 listopada, szczególnie na jego pierwszą połowę. W Tauranga Harbour, około 5° na północ od Kaikoura, w latach 2010–2017 lęgi były inicjowane zawsze w ostatnim tygodniu października. Raz 26 października w pięciu gniazdach prawdopodobnie już trwała inkubacja. Kopulację obserwowano najwcześniej 22 października. Na Tasmanii pierwsze zniesienia przypadają na październik; pierwsze obserwacje kolonii lęgowych wskazywały dokładniej – na koniec października. Mają też miejsce w 1. połowie listopada, a być może i w 2. połowie – pierwsze jaja na Tasmanii pozyskano 16 grudnia i były już w zaawansowanym stadium inkubacji.
Rybitwy maoryskie gniazdują w koloniach, z których większość składa się z 100–500 par. Na obrzeżach zasięgu występowania zdarzają się też pary gniazdujące pojedynczo. Niektóre kolonie trzymają się tych samych miejsc przez lata. W populacji gniazdującej w Cieśninie Bassa częste są jednak zmiany miejsc gniazdowania. W Marlborough Sounds w latach 1995–1998 gniazdowało od 231 do 285 par rybitw maoryskich, które skupione były w 7–11 koloniach (przypadki pojedynczego gniazdowania pary liczono jako osobną kolonię). Największa obejmowała 129 par.

### Gniazdo

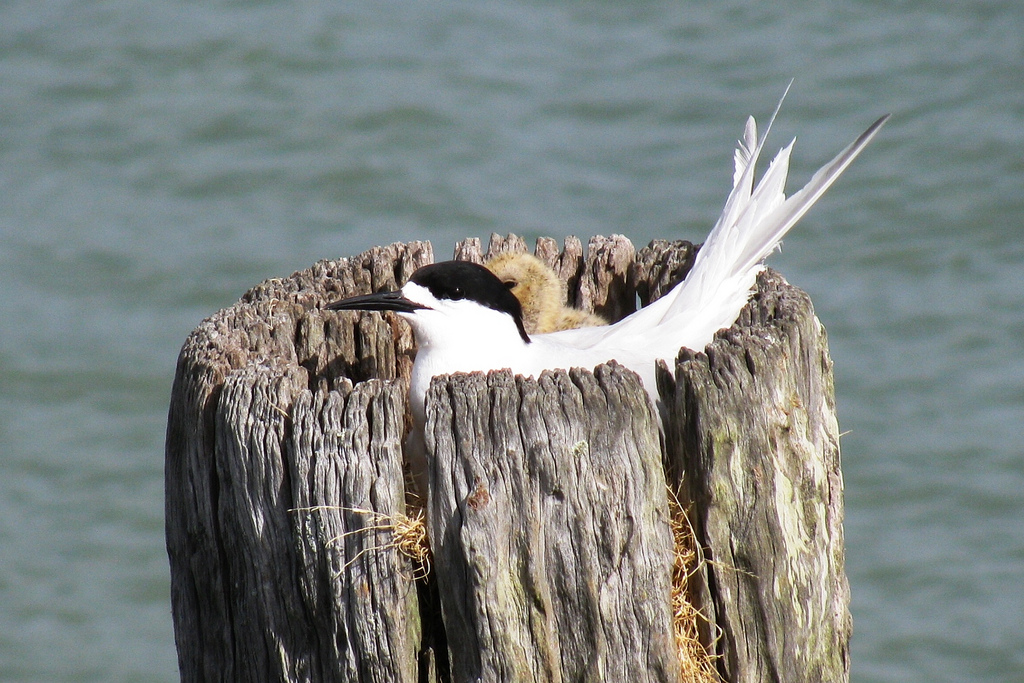
Rybitwa białoczelna i jej pisklę w gnieździe

Dość często rybitwy maoryskie nie budują gniazda i składają jaja wprost na podłoże. Wśród tych obserwowanych przez Mary Gillham na północy Nowej Zelandii ponad połowa nie zakładała gniazda. Jeśli takie powstanie, to ma formę płytkiego zagłębienia w piasku lub ziemi. Może znajdować się w szczelinie skalnej płyty albo wśród karpobrotów (Carpobrotus). Czasami zostaje wyściełane kawałkami muszli, kamyczkami i miękką roślinnością. Zdarzają się gniazda staranniej zbudowane – z kamyków, trawy lub drewna naniesionego przez wodę. Gniazda umieszczone na skałach i klifach są pokaźniejsze, ich budulec stanowią łodygi nadmorskich roślin. Przybliżone wymiary gniazd (na Tasmanii) to 11 cm średnicy i 2–3 cm głębokości. W Tauranga Harbour w 2008 zaobserwowano kolonię rybitw maoryskich na starym pomoście zbudowanym z betonu i drewna; postawiono go już na początku lat 60. XX wieku, jednak nie wiadomo, kiedy zaczęły gniazdować na nim rybitwy. Poszczególne pary zajmowały zarówno betonowe, jak i drewniane części pomostu. W ramach prac konserwatorskich podniesiono niektóre elementy o 60 cm oraz umożliwiono odpływ wody z niektórych zagłębień ze względu na przypadki zalewania gniazd.

### Jaja
W zniesieniu rybitw maoryskich przeważnie znajduje się 1 jajo. Jest więc ono dość małe na tle rodzaju Sterna; zaliczane są też do niego rybitwy składające typowo 2 lub 3 jaja. U rybitw maoryskich zdarzają się zniesienia z 2 jajami. Na Kaikoura były one coraz częstsze wraz z postępem sezonu lęgowego; ogółem ze 180 monitorowanych gniazd 81% zawierało jedno jajo, a 19% – dwa jaja. Wiadomo, że zdarzają się nawet trzy jaja w zniesieniu, lecz podczas prac w latach 1971–1976 takich nie znaleziono. Nie było istotnego związku między wiekiem gniazdujących rybitw a wielkością zniesienia; ten wpływał na okres składania jaj oraz ich objętość. W zniesieniach złożonych z dwóch jaj pierwsze jest przeciętnie większe zarówno pod kątem długości, jak i szerokości i objętości. Średnia wielkość zniesienia wynosiła 1,24 jaja (n=148). Średnia wielkość zniesienia dla populacji z Wyspy Furnaux (dane z początku lat 80. XX wieku) to 1,55 jaja (n=42). W Tauranga Habour w latach 2010–2017 nie sprawdzano dokładnie liczby jaj, by unikać niepokojenia ptaków, jednak większość zniesień zawierała jedno jajo, a w niektórych latach zniesień z dwoma jajami w ogóle nie było.
Wymiary średnie dla jaj z Kaikoura: w zniesieniach z 1 jajem – 46,4 ± 1,81 mm na 33,4 ± 1,00 mm (n=112); w zniesieniach z 2 jajami – 46,3 ± 1,62 na 33,1 ± 0,80 mm (n=72).

### Wysiadywanie i opieka nad młodymi

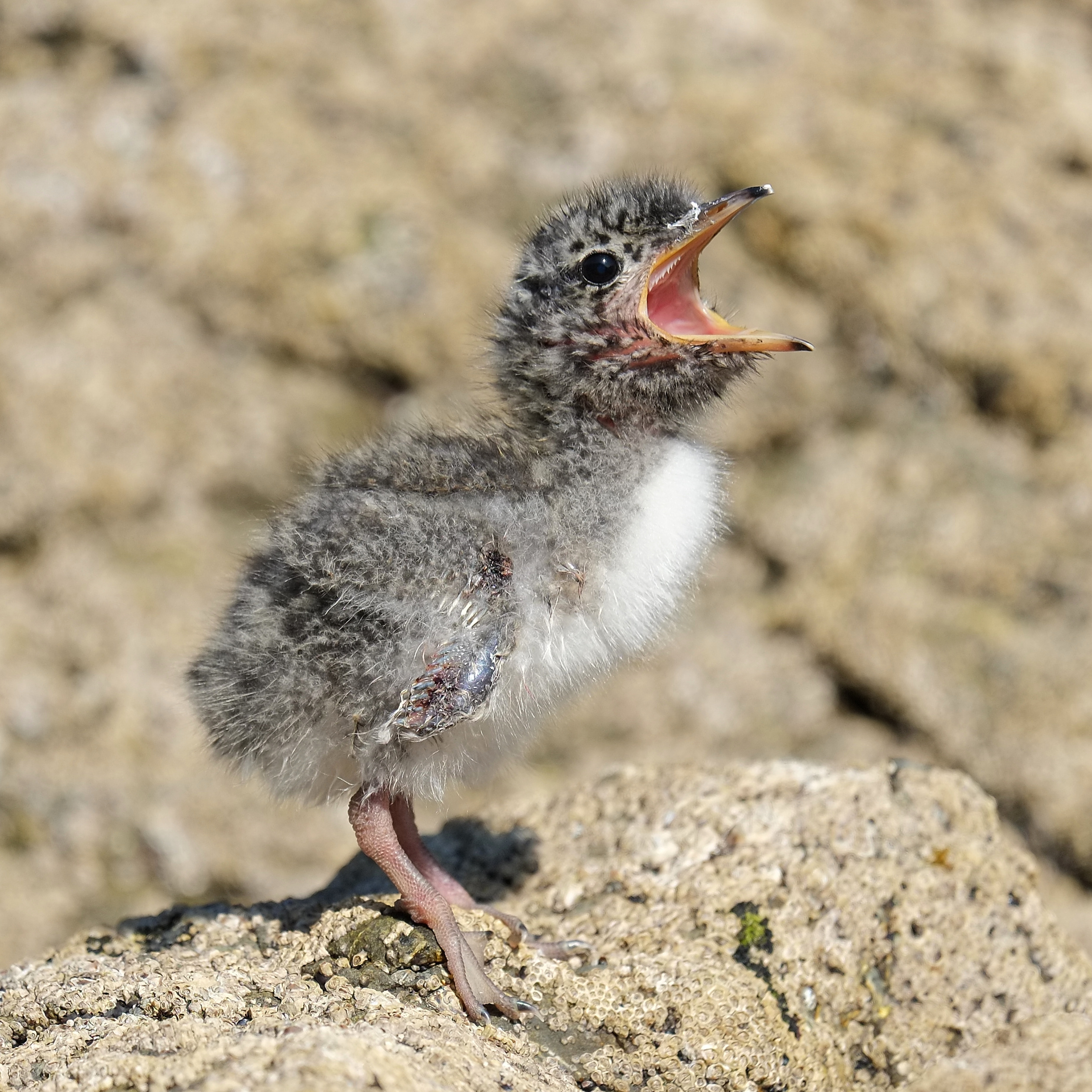
Pisklę rybitwy maoryskiej

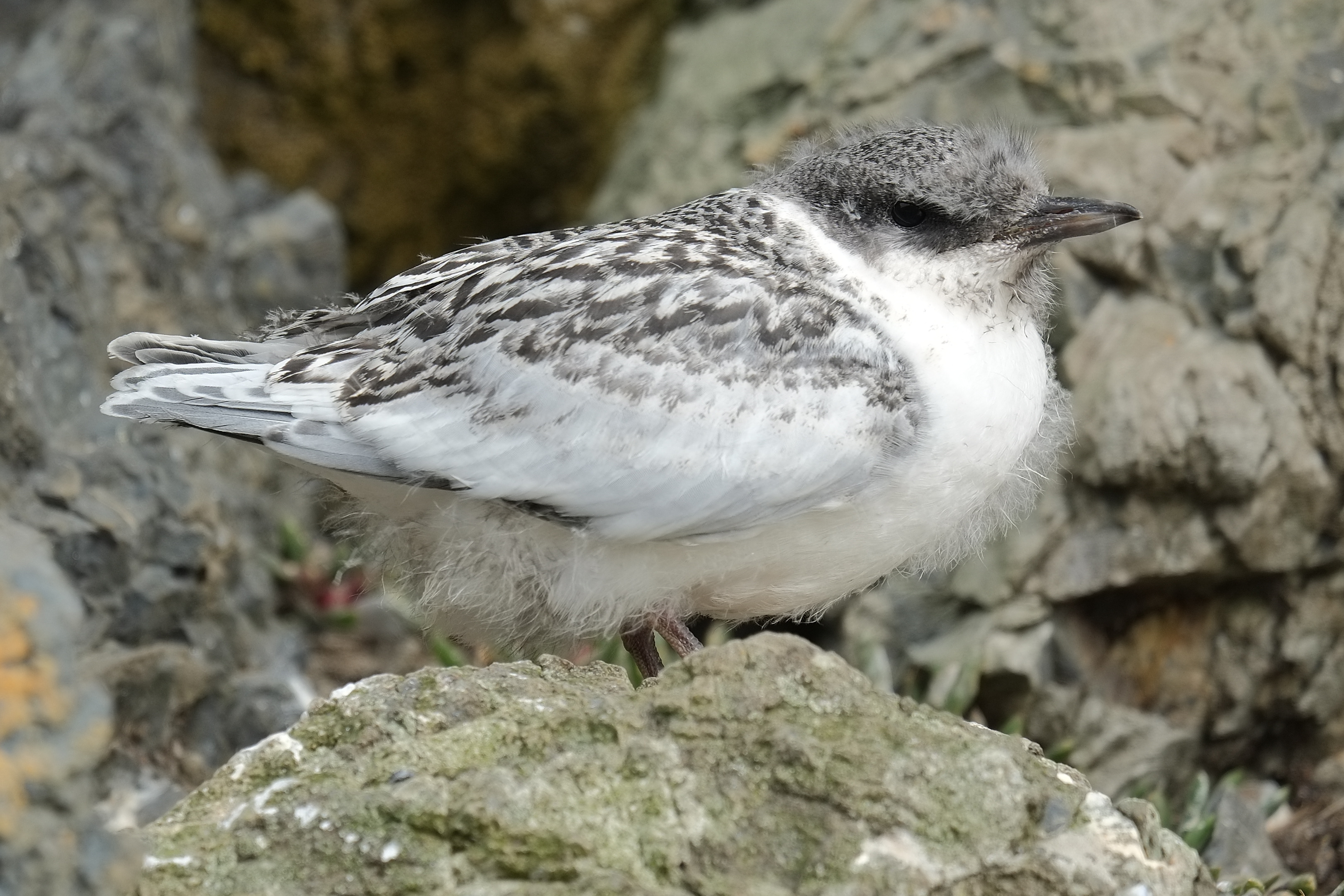
Starsze pisklę rybitwy maoryskiej

Czas wysiadywania w trzech różnych badaniach szacowano na około 24 dni, 25–27 dni i 28–29 dni. W wysiadywaniu uczestniczą obydwa ptaki z pary. Siedzą na gnieździe z ogonem zadartym wysoko w górę. W kolonii wysiadujące ptaki są zwrócone w tym samym kierunku, pod wiatr.
Pisklęta już 2. dnia po wykluciu mogą przebywać poza gniazdem, lecz zazwyczaj rodzice opiekują się nimi w gnieździe przez kilka dni. Później dołączają do „żłobków”. Stają się w pełni opierzone po około 29–35 dniach życia. Chociaż rybitwy maoryskie mogą przystępować do lęgów już w wieku 3 lat, to większość czeka co najmniej do 6. roku życia.

## Status i zagrożenia
IUCN uznaje rybitwę maoryską za gatunek bliski zagrożenia wyginięciem (NT, Near Threatened) od 2018 (stan w 2022). Wcześniej uznawana była za gatunek najmniejszej troski (LC, Least Concern). BirdLife International uznaje trend liczebności populacji za prawdopodobnie spadkowy. Dane dotyczące poszczególnych populacji wskazują na spadek ich liczebności, więc może to dotyczyć i całości populacji.
Gniazdowanie w koloniach nie zapewnia ochrony przed drapieżnymi ssakami obcymi dla Nowej Zelandii. Na obniżenie sukcesu lęgowego może też wpływać bliskość kolonii mew czerwonodziobych (dokładniej mew nowozelandzkich, Chroicocephalus novaehollandiae scopolinus), które mogą zjadać jaja i pisklęta rybitw. Są też niepokojone przez ludzi i psy. Rybitwy maoryskie mogą być szczególnie wrażliwe na drapieżnictwo. Na półwyspie Kaikoura w 2012 odnotowano nietypowy przypadek: po raz pierwszy od 49 lat monitorowania rybitw w tym miejscu w pobliżu kolonii pojawił się petrelec wielki (Macronectes halli). Jest to gatunek pospolity na nadbrzeżnych wodach, jednak dotychczas nie stwierdzano go przy koloniach rybitw maoryskich i mew nowozelandzkich. Petrelec zaczął polować na pisklęta, przy czym dzięki zaobrączkowaniu blisko 60% z nich wiadomo, że były w wieku od 13 do 34 dni. W wyniku niepokojenia przez pojedynczego osobnika zarówno kolonia rybitw, jak i kolonia mew zostały opuszczone. Być może w przyszłości zagrożeniem okaże się niszczenie nadmorskich siedlisk przez rozprzestrzenianie się inwazyjnego wilczomleczu Euphorbia paralias, jednak jak dotąd nie odnotowano takiego problemu.